# Acoustic (Simple Minds)
Acoustic è una raccolta del gruppo musicale britannico Simple Minds, pubblicata nel 2016 dalla BMG.
L'album presenta delle canzoni uscite in precedenza in versione acustica, qui registrate in studio. Ha avuto recensioni miste.

## Il disco

### Contesto
La genesi di Acoustic può essere rintracciata in una rara sessione dal vivo che la band ha registrato per la trasmissione Chris Evans Breakfast Show sulla BBC Radio 2, il 26 settembre 2014, per promuovere poi il suo 16º album in studio, Big Music. La reazione, sorprendendo la band, è stata estremamente favorevole.
Il gruppo ha eseguito dei set acustici in occasione di altre singole apparizioni dal vivo (sessioni radiofoniche o esibizioni) tra cui uno, tenutosi il 22 novembre 2014 a Parigi, dalla stazione radio francese RTL notevole per una rara scoperta di Mandela Day.
Oltre a Kerr e Burchill la band è composta da Ged Grimes (basso), Sarah Brown (cori), Gordy Goudie (chitarre) e Cherisse Osei (batteria).

### Singoli
La versione acustica di Promised You a Miracle, con la cantautrice scozzese KT Tunstall, è stata pubblicata il 28 settembre 2016.

### Performance commerciale
L'album ha debuttato al n° 16 della classifica britannica, vendendo 10 427 copie e diventando il 14º album dei Simple Minds tra i top 20.

### Accoglienza critica
L'album ha ricevuto recensioni contrastanti, con Timothy Monger di AllMusic che nota che la band "ha perso l'occasione per scuotere drammaticamente il suo repertorio". Andy Gill dell'Independent ha trovato "una gradita pulizia di fondo" e notato "influenze folk". David Quantick, scrivendo per Classic Rock, lo ha descritto come "un album strano, cercando come fa di omogeneizzare il suono sempre mutevole dei Minds" ma ha concluso che è "una raccolta coerente", evidenziando la cover di Richard Hawley Long Black Train come "efficace in modo commovente".

## Tracce
1. The American – 4:30
2. Promised You a Miracle (feat. KT Tunstall) – 4:35
3. Glittering Prize – 4:07
4. See the Lights – 4:58
5. New Gold Dream (81-82-83-84) – 4:58
6. Someone Somewhere in Summertime – 4:40
7. Waterfront – 5:16
8. Sanctify Yourself – 4:59
9. Chelsea Girl – 4:28
10. Alive and Kicking – 5:53
11. Don't You (Forget About Me) – 5:16
12. Long Black Train – 4:34

Tracce bonus doppio LP
1. Stand by Love
2. Speed Your Love to Me
3. Light Travels

Note
Sono usciti due diversi formati: una singola versione in compact-disc e una versione a doppio LP che include tre tracce bonus, quest'ultima è stata distribuita solo il 25 novembre 2016.

## Classifiche
| Classifica (2016) | Posizione massima |
| ----------------- | ----------------- |
| Belgio (Fiandre)  | 12                |
| Belgio (Vallonia) | 11                |
| Germania          | 39                |
| Irlanda           | 61                |
| Italia            | 31                |
| Paesi Bassi       | 27                |
| Portogallo        | 43                |
| Regno Unito       | 16                |
| Scozia            | 8                 |
| Spagna            | 72                |
| Svizzera          | 33                |

## Formazione
- Jim Kerr - voce
- Charles Burchill - chitarra, fisarmonica

### Altri musicisti
- Gordy Goudie - chitarra, armonica a bocca
- Ged Grimes - basso, cori
- Cherisse Osei - percussioni
- Lewis Chapman - percussioni aggiuntive
- Sarah Brown - cori
- KT Tunstall - voce, chitarra, basso, cori in Promised You a Miracle

### Produzione
- Andy Wright - produzione
- Gavin Goldberg - produzione
- Derek Paterson - tecnico del suono
- Lewis Murray - assistenza musicale
- Ronan Fay - assistenza musicale
- Gavin Goldberg - missaggio
- Jean-Pierre Chalbos - masterizzazione
- Ruth Rowland - copertina